# Ap4A
ジアデノシン四リン酸（ジアデノシンよんリンさん、diadenosine tetraphosphate）またはAp4Aは、推定アラーモンであり、細菌からヒトまで全ての生物に共通して自然界に遍在する。アデノシンポリリン酸は複数の生理学的効果を誘導する能力がある。セカンドメッセンジャーとしてのこの分子の役割がLysRS-Ap4A-MITFシグナル伝達経路において細菌発見された。
Myxococcus xanthusはグラム陰性細菌の一種であり、M. xanthusリシル-tRNA合成酵素（LysS）はATP分子が存在する時にジアデノシン四リン酸（Ap4A）を合成するこの細菌の酵素である。ジアデノシン五リン酸（Ap5A）はAp4AとATPから合成される。